# Клосон (Мічиган)
Клосон (англ. Clawson) — місто (англ. city) в США, в окрузі Окленд штату Мічиган. Населення — 11 389 осіб (2020).

## Географія
Клосон розташований за координатами 42°32′12″ пн. ш. 83°9′1″ зх. д. / 42.53667° пн. ш. 83.15028° зх. д. (42.536672, -83.150414).  За даними Бюро перепису населення США в 2010 році місто мало площу 5,70 км², уся площа — суходіл.

## Демографія
Згідно з переписом 2010 року, у місті мешкало 11 825 осіб у 5460 домогосподарствах у складі 2992 родин. Густота населення становила 2076 осіб/км².  Було 5791 помешкання (1017/км²).
Расовий склад населення:
| - 93,4 % — білих - 2,0 % — азіатів - 1,9 % — чорних або афроамериканців - 0,3 % — корінних американців |

До двох чи більше рас належало 1,9 %. Частка іспаномовних становила 2,1 % від усіх жителів.
За віковим діапазоном населення розподілялося таким чином: 17,9 % — особи молодші 18 років, 67,3 % — особи у віці 18—64 років, 14,8 % — особи у віці 65 років та старші. Медіана віку мешканця становила 39,9 року. На 100 осіб жіночої статі у місті припадало 95,9 чоловіків;  на 100 жінок у віці від 18 років та старших — 96,0 чоловіків також старших 18 років.
Середній дохід на одне домашнє господарство  становив 68 940 доларів США (медіана — 56 395), а середній дохід на одну сім'ю — 81 414 долари (медіана — 77 143). Медіана доходів становила 53 750 доларів для чоловіків та 44 115 доларів для жінок. За межею бідності перебувало 5,9 % осіб, у тому числі 4,6 % дітей у віці до 18 років та 7,9 % осіб у віці 65 років та старших.
Цивільне працевлаштоване населення становило 6767 осіб. Основні галузі зайнятості: освіта, охорона здоров'я та соціальна допомога — 20,8 %, виробництво — 16,8 %, мистецтво, розваги та відпочинок — 14,4 %.